# Alice, der Klimawandel und die Katze Zeta
Alice, der Klimawandel und die Katze Zeta ist ein Cli-Fi-Buch von Margret Boysen; es wurde 2016 bei Edition Rugerup veröffentlicht. Der Inhalt ist ein wenig von Alice im Wunderland inspiriert. 

## Inhalt
Auf einem Schulausflug zum Potsdamer Telegrafenberg läuft Alice hinter einem weißen Kaninchen her – und fällt in ein Loch, den Lüftungsschacht des Supercomputers eines Klimaforschungsinstituts.
Alice lernt viele seltsame Charaktere kennen, die selbst Produkte wissenschaftlicher Beobachtung und Berechnung sind, zum Beispiel Lady Celsius und Prinz Carbon. Die Charaktere erklären Alice in einfacher Sprache, wer sie sind, was sie tun. Allegorische Tierfiguren entwickeln eigene absurden Theorien darüber, was der Klimawandel ist und was dagegen zu tun ist. 
Nur die Katze Zeta ist weise und erklärt Alice, wie sie den gefährlichen Klimawandel vermeiden kann, auf den die Welt zusteuert. Es gibt eine Teeparty des verrückten Hutmachers, bei der sich bizarre Tiere fragen, ob der Klimawandel real ist, und ihn meist als unbewiesene Theorie abtun. Der verrückte Hutmacher in Boysens Buch trägt einen Zylinder mit der Aufschrift „BAU“ für Business as usual. Ein Journalist macht Notizen und kommt zu dem Schluss, dass die Debatte noch weit offen ist, weil alle Ansichten so widersprüchlich sind.

## Publikation
- Alice, der Klimawandel und die Katze Zeta. Edition Rugerup, 2016, ISBN 978-3942955522.

## Übersetzung
Das Buch wurde ins Französische und Englische übersetzt. Die Titel sind Alice, le Chat Zeta et la Change Climatique beziehungsweise Alice, the Zeta Cat and Climate Change: A fairytale about the truth.